# カルボスルファン
カルボスルファン（英：Carbosulfan）はカルバメート系有機化合物である。通常は褐色の粘稠性のある液体である。あまり安定でなく、室温でゆっくりと分解する。水への溶解度は低いが、キシレン、ヘキサン、クロロホルム、ジクロロメタン、メタノール、アセトンには溶解する。殺虫剤として使用されている。欧州連合（EU）は2007年に使用を禁止した。
ラットの経口でのLD50は90～250mg/kg bw、吸入でのLC50は0.61mg/Lである。皮膚からほとんど吸収されない（ウサギのLD50 >2000 mg/kg）。作用機序はアセチルコリンエステラーゼの可逆的阻害による（一般のカルバメートと同様）。EUと英国における最大残留基準値は非常に低く、例えば、リンゴとオレンジでは0.05mg/kgである。

## 関連記事
- カルボフラン
- カルボスルファン in the Pesticide Properties DataBase (PPDB)